# The Professor and the New Hat
The Professor and the New Hat è un cortometraggio muto del 1911 sceneggiato e diretto da Bannister Merwin.

## Produzione
Il film - un cortometraggio di 150 metri - fu prodotto dalla Edison Manufacturing Company.

## Distribuzione
Distribuito dalla General Film Company, il film uscì nelle sale cinematografiche statunitensi il 23 agosto 1911. Nelle proiezioni, veniva programmato con il sistema dello split reel, accorpato in un'unica bobina con un altro cortometraggio prodotto dalla Edison, la commedia The Question Mark.